# Новосёлки (Левашово)
Новосёлки (фин. Hyväselkä — Добрая Горка) — территориальная зона в посёлке Левашово Выборгского района города федерального значения Санкт-Петербурга. Согласно Реестру названий объектов городской среды, расположена у пересечения Горского шоссе, улицы Добрая Горка и Парковой улицы.

## Улицы

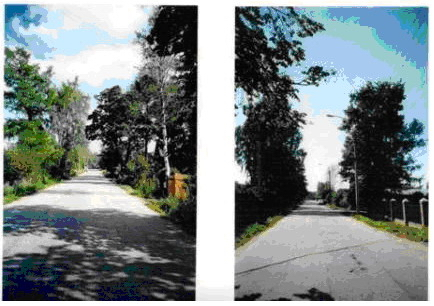
Улицы Новосёлок (Фото фотографа Фроловой Т. Е. для книги Алексеевой Г. А.)

- Батальонная улица
- улица Добрая Горка
- Кузнецовский переулок
- Родниковый переулок
- Шуваловская улица
- Успенская улица

## История деревни

### Природа. Ландшафты
В различных справочниках-путеводителях, в том числе дореволюционного периода по северным окрестностям Санкт-Петербурга никогда не упоминалась деревня Новосёлки Петербургского уезда, а ныне Выборгского района Санкт-Петербурга.
Этот ландшафт обладает высокими эстетическими достоинствами: открытые поля с лесными опушками, горки, породное разнообразие леса, красивый водоём в лесу — всё это привлекает сюда людей для отдыха, сбора цветов, грибов, ягод [С. 184], цитата из заключения ВРИО начальника УГИОП Позднухова А. В.: «В деревне Новоселки в уникальном единстве сохранились все компоненты историко-ландшафтного комплекса: ландшафт, главным элементом которого являются окружающие деревни леса, планировочная структура, крестьянские избы середины — второй половины XIX века…». (см. также фото Карьер)
Не менее интересны Новосёлки как в контексте общероссийской дореволюционной истории (они входили в имение государственных деятелей России), так и в последующие времена, когда в их судьбе, как в капле воды, отразилась судьба всего государства вплоть до нынешних дней [С. 6, Предисловие, Цитата: «В Санкт-Петербургской губернии насчитывалось около 2000 деревень. Возможно и нет надобности сохранять какую-либо из них как памятник народу кормильцу, но о Новоселках рассказать стоит — здесь, как в капле воды отразилась вся многострадальная история русского народа, русской деревни. Достаточно сказать, что здесь рядом с деревней, на Левашовской пустоши оказались её крестьяне.»].

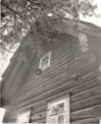
деревня Новосёлки, д.12
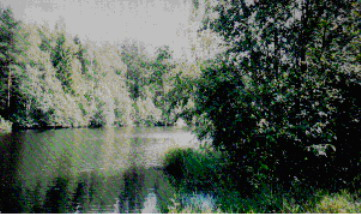
Искусственное озеро в Новосёлках. Карьер.
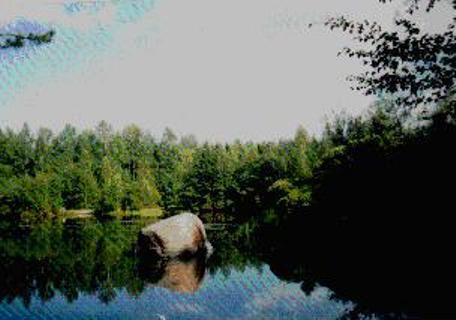
Карьер.

### Времена Петра I
Пётр I подарил своей дочери Елизавете Парголовскую мызу, в состав которой входили селения: Суздальская слобода (1-е Парголово), слобода Большая Вологодская, Малая Вологодская (3- Парголово) с деревнями Старожиловка, Заманиловка, Кабаловка, Новосёлки.
В 1746 году императрица Елизавета Парголовскую мызу со всеми деревнями и угодьями подарила графу Петру Ивановичу Шувалову за содействие в возведение её на престол. Наряду с финскими деревнями Паркола — Парголово, Хабаканка — Осиновая Роща, Новосёлки под названием «Гувясалка», что в переводе с финского означает «Добрая горка», упоминаются в Переписной «Переписной окладной книге Водской пятины» (1500 год), что явствует из сообщения князя Оболенского М. А.
В 1838 году в 3-м стане Санкт-Петербургского уезда указаны Новоселки: деревня мызы Парголово, расстояние до столицы — 20 вёрст, от местопребывания пристава — 7,5 вёрст, население — 39 мужчин, 49 женщин
В 1856 году в 3-м стане Санкт-Петербургского уезда указаны Новоселки: деревня графа Шувалова, по Выборгскому почтовому тракту 17 вёрст, а потом по просёлкам, расстояние до уездного города — 25 вёрст, до стана — 11 вёрст
В 1860 году в Санкт-Петербургском уезде указана деревня Новоселок графа А. П. Шувалова: 60 дворовых крестьян, дворовых — нет, число дворов: 15, усадебной земли — 6 десятин всего, 0,10 десятин на душу, пахотной земли — всего 66 десятин, 1,10 десятин на душу, 30 сенокосов и 30 выгонов; кустарника нет.
в 1862 году в 3-м стане Санкт-Петербургского уезда указаны Новоселки: деревня владельческая при речке безымянной, расстояние до уездного города — 23 версты, до станов. кварт. — 11, 13 дворов, 54 мужчины, 61 женщина
Расположение деревни Новосёлки в 9 верстах от Парголова, в дремучих лесах предопределило род занятий новосельских крестьян, переселённых сюда из Ярославской, Вологодской и других губерний графами Шуваловыми: первые переселенцы, три крестьянские семьи, были помещены сюда для присмотра за лесом.
В Новосёлках из 230 десятин земли неудобной было 200 десятин. И для того, чтобы иметь хлеб насущный крестьяне деревни в поте лица добывали его на своих подзолистых землях. Хозяйствовали грамотно: весной спускали воду с полей, осенью чистили лес, а хворост сжигали на полях для удобрения.
Низменные луга позволяли держать крупный рогатый скот — коров, лошадей. В семьях было по нескольку голов.
Уже упомянутые перечни предводителю дворянства князю Волконскому Д. П. и другие документы архивного фонда Шуваловых 1092 (РГИА), а также документы ЦГИА в основном по фондам 224, 256, 190 и других позволяют раскрыть быт и занятия крестьян в дореволюционные времена.
Перечень работ, выполняемых крестьянами Парголовского имения на барщине у графа Шувалова, включал в себя для новосельских крестьян в основном работы по распиловке и доставке леса в Центральное имение.
Эти сведения оживают, когда дополняются воспоминаниями старожилов. Рассказы о том, как жили крестьяне: где были покосы, какие были огороды, сколько было лошадей, коров, как трудились взрослые и как помогали им дети крестьянские, которые в многодетных семьях следили за младшими, управлялись со скотиной, домашними работами, в то время, как взрослые были в поле.
Существовали и местные «дразнилки»: «парголовские тарелочники» (Парголово — дачное место) и «новосельские коряги» (Новосёлки — лесная глушь).
Однако старожилы не помнят тех времен, когда крепостных девушек в Парголовском имении выкупали в замужество за 75 рублей серебром, а новосельских девушек никто не выкупал — не было в Новосёлках дачников-чиновников, офицеров, поэтому и выходили замуж девушки за своих, также крепостных.
Семьи делились: молодые селились отдельно, появлялись «края» (Таранин край, Новая деревня и др.)
Не все тяготы крестьянской жизни в крепостной зависимости сносились безропотно: Парголовские крестьяне, в том числе и Новосельские не единожды обращались с жалобами к царю, а граф Шувалов усматривал «неосновательность и лживость поданной жалобы» и обвинял крестьян в излишней строптивости.
Крестьяне были наказаны графом: герой Войны 1812 года Щербаков был высечен розгами, а крестьянин Москвин разлучен с семьёй и отправлен в Сибирь. Так говорят архивные документы.
После отмены крепостного права крестьяне выкупили всю землю в Новосёлках (229 десятин) у графа Шувалова, причём на уменьшение надела не согласились.
В 1905 году в 2-м стане 2-го земского участка Парголовской области указана деревня Новоселки Новоселкского сельского общества: расстояние до камеры земского начальника — 7,5 верст, до волостного правления — 7, число домохозяйств — 45, 120 мужчин, 130 женщин, количество надельной земли — 230 десятин 11 саженей.

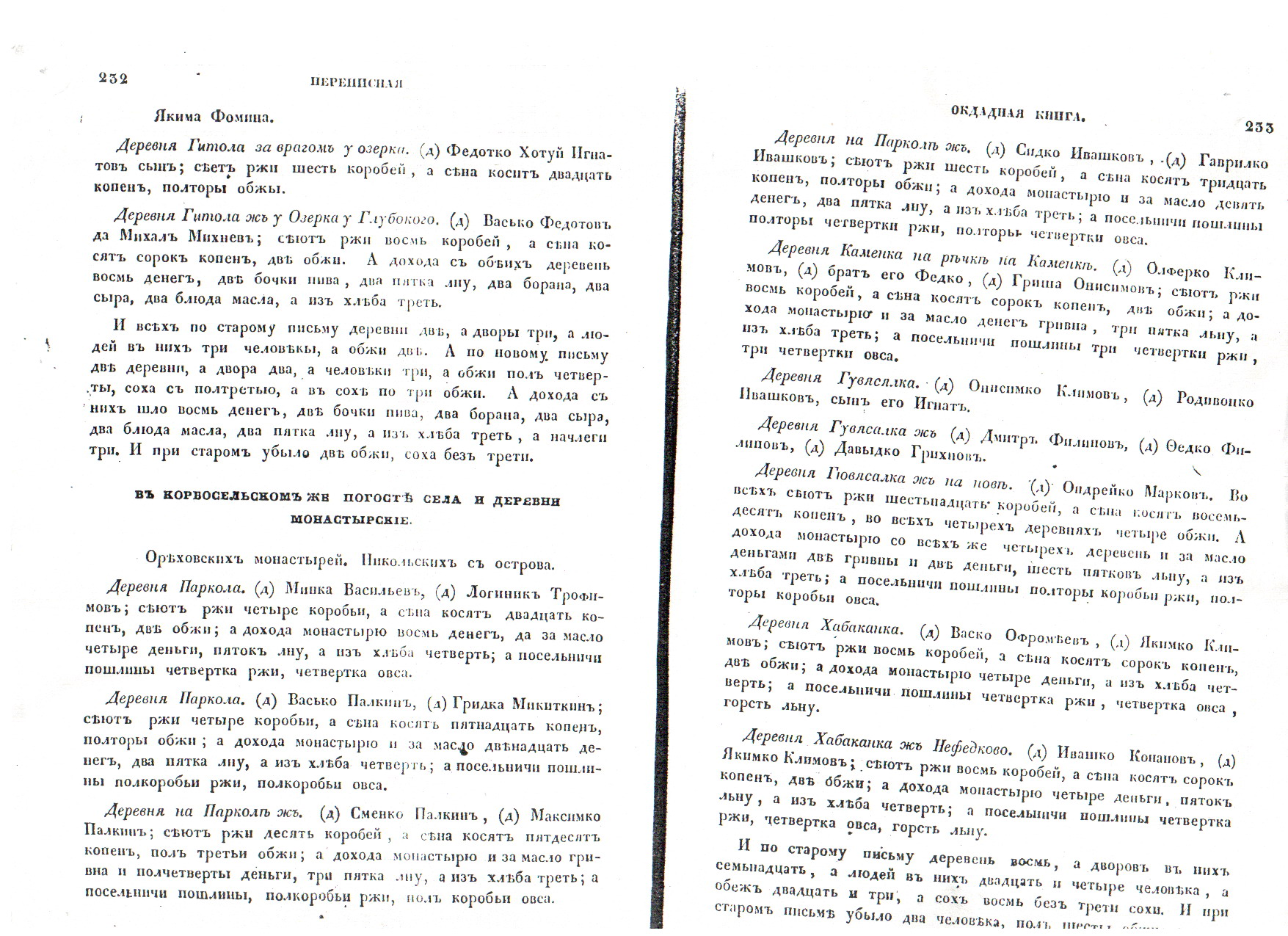
Переписная окладная книга
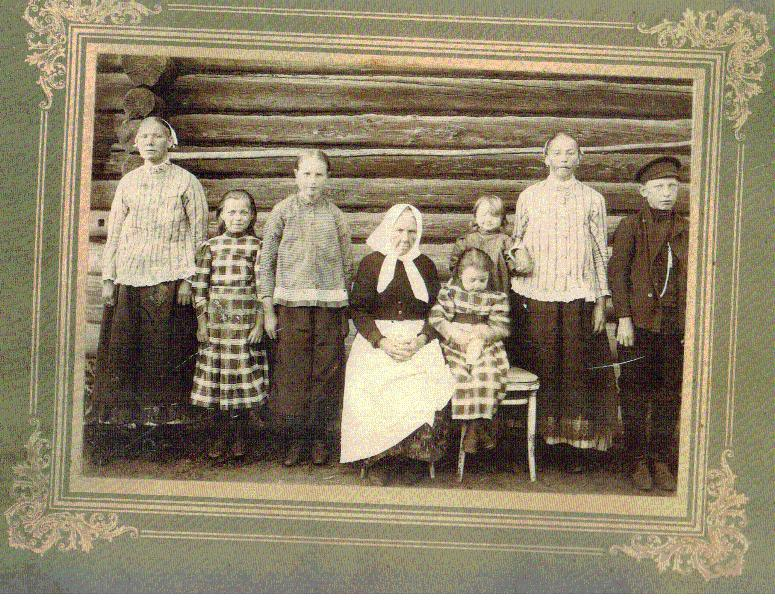
Крестьянская семья Тюряковых
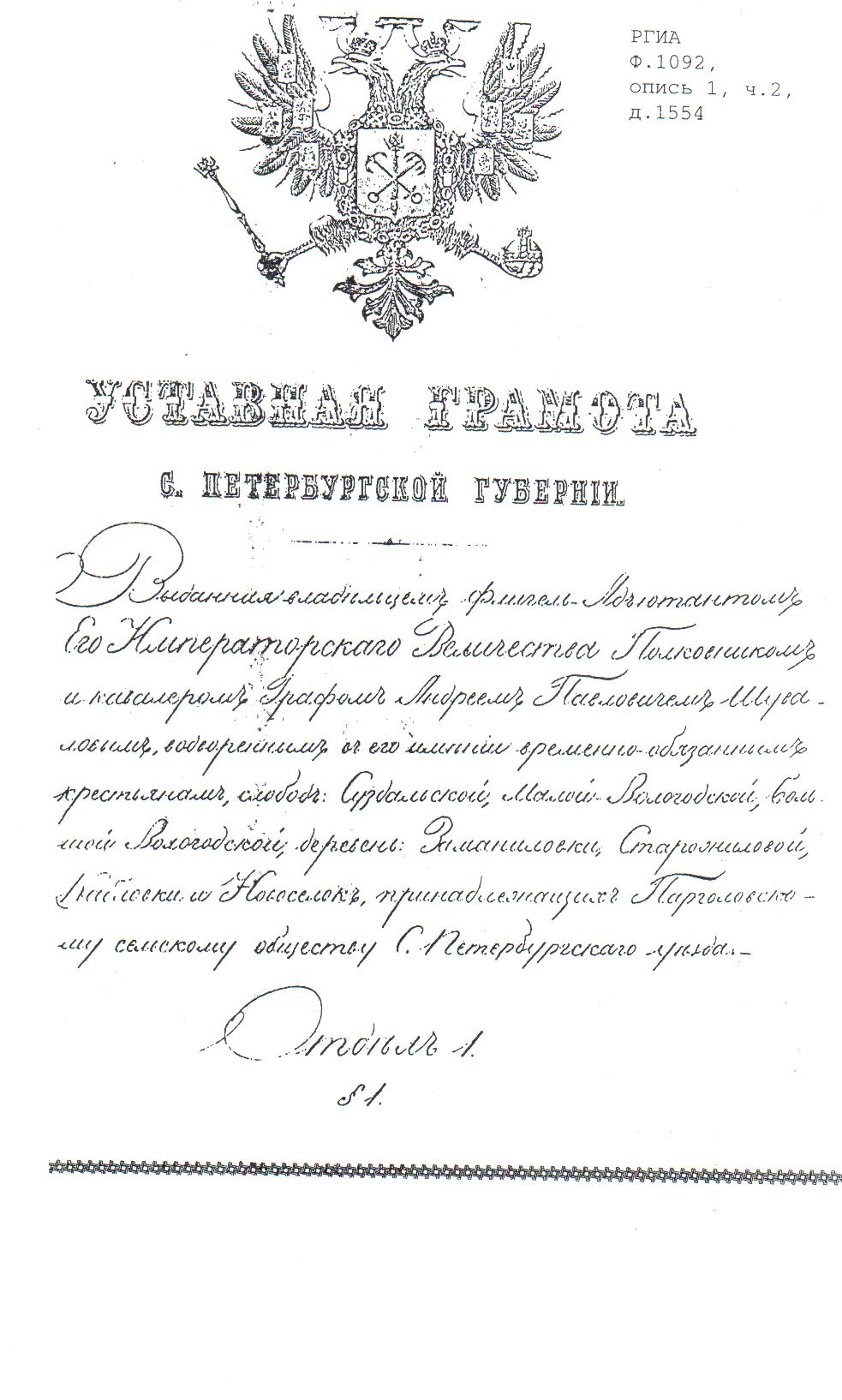
Уставная Грамота

### Школа
В крепостной зависимости крестьянину было не до «культурной» жизни, о грамоте никто не помышлял, грамотных были единицы — они и подписывали протоколы сходов за неграмотных. Раскрепощение сказалось благотворно, и крестьяне потянулись к грамоте, понимая пользу её для будущего своих детей[стр. 45-46].

… с покорнейшей просьбою: не найдет ли возможным Земское Собрание облегчить наши непосильные расходы принятием участия в благоустройстве и содержании учебной части нашей школы и этим оказать сочувствие неусыпным заботам Правительства о распространении грамотности в народе и исполнить Исповедь Спасителя, сказавшего: « пустите детей приходить ко мне и не препятствуйте им, ибо таковым есть Царство Божие».

Родилось прошение в земское Уездное Собрание об открытии школы (в деревне было 193 ребёнка). Благодаря школе к 1926 году в Новосёлках значилось на 210 грамотных (взрослых), всего 32 человека неграмотных.

| Годы | Население Муж.   | Население Жен. | Количество земли                                            | Количество скота                      | Количество дворов |
| ---- | ---------------- | -------------- | ----------------------------------------------------------- | ------------------------------------- | ----------------- |
| 1924 | 143              | 152            | -----                                                       | Лошадей — 44 Коров — 95 Нетелей — 21  | 64                |
| 1925 | 137              | 146            | Усадебной и приусадебной — 16, 43 га. Пахотной — 110, 47 га | Лошадей — 49 Коров — 105 Нетелей — 38 | 61                |
| 1926 | 131              | 150            | Усадебной и приусадебной — 15, 07га. Пахотной — 103, 37 га  | Лошадей — 49 Коров — 106 Нетелей — 24 | 59/5              |
|      | Грамотных        | 210            |                                                             |                                       |                   |
|      | Неграмотных      | 32             |                                                             |                                       |                   |
|      | (среди взрослых) |                |                                                             |                                       |                   |

В советские времена (1950-е годы) школу снесли, продали. Ближайшая школа — в Левашово, почти в 5 км. В настоящее время фактически школ в Новоселках нет, ближайшая школа № 472 — в Левашово.

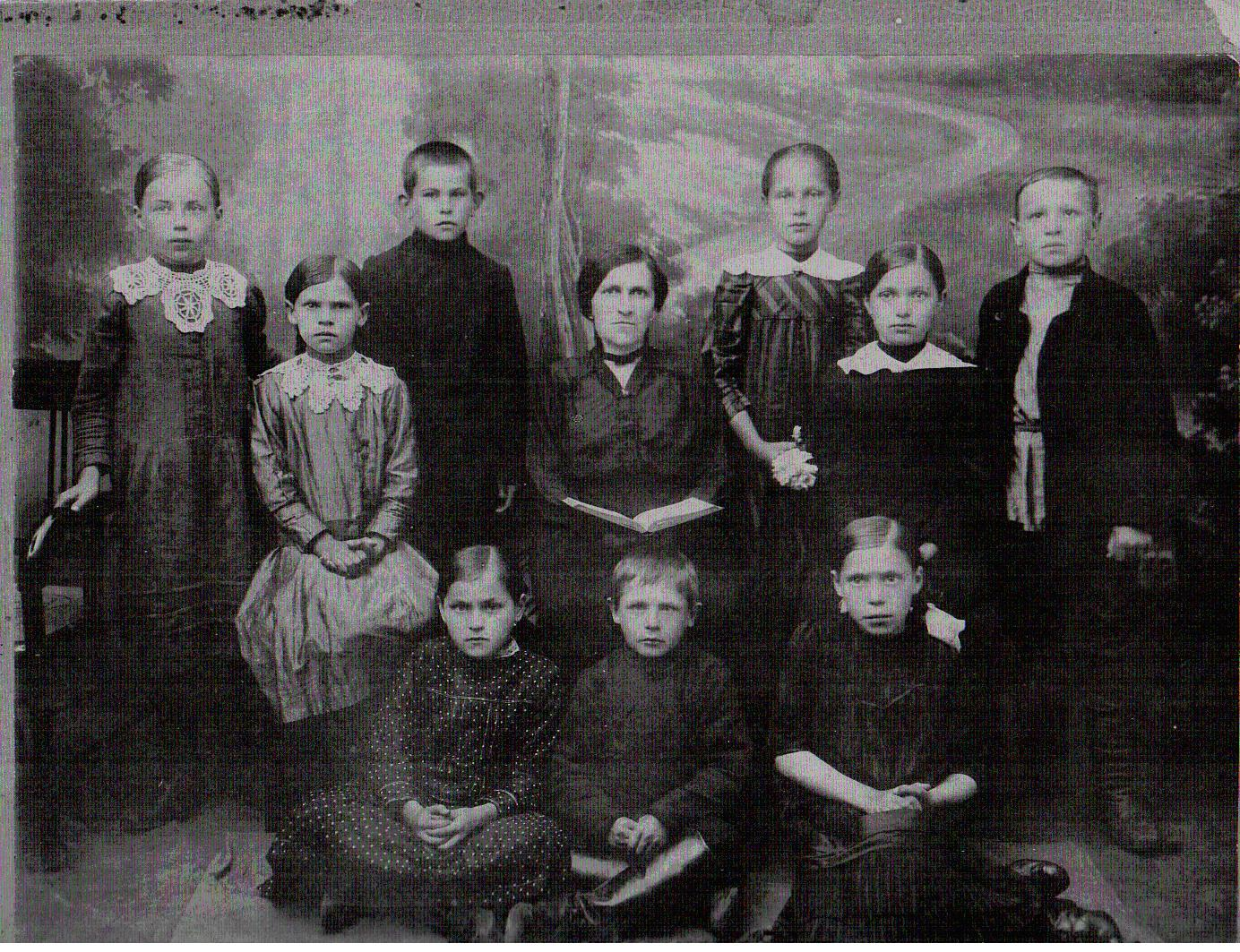
Новоселковское земское народное училище 1914—1915 гг.
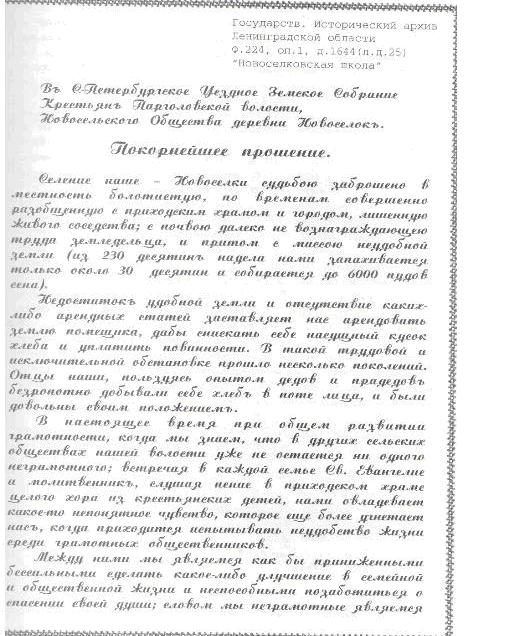
Прошение
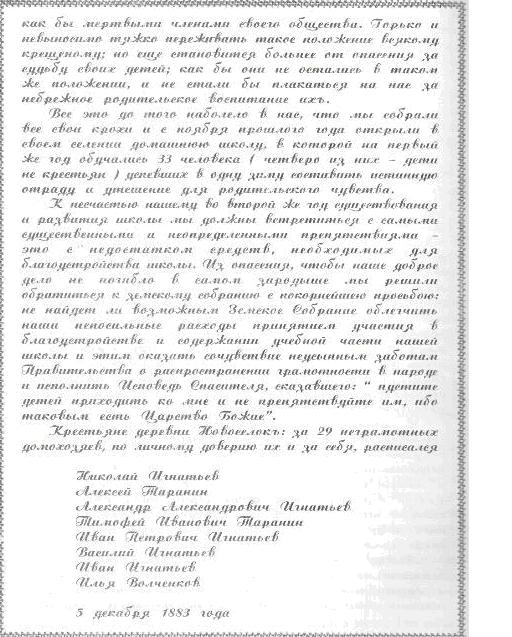
Прошение продолжение

### После революции
Во времена гражданской войны деревня отдала почти всех лошадей на военные нужды. Обо всём этом свидетельствуют собранные фотографии и архивные документы;

Запись лошадей принятых на учёт в 5 участок работающих на оборону Деревни Новоселки, февраля 2 дня 1919 года:
1. Тимофей Табейкин — 1 лошадь,
…,
35. Иван Тимофеевич Таранн — 1
ИТОГО: 39 лошадей

Член сельского совета А.Кузнецов
— годы становления советской власти в деревне (1922—1924) отмечены образованием Новоселковского сельского Совета Парголовской волости, первым председателем которого был крестьянин из бедняков (бедный — по свидетельству старожилов) Алексей Тюряков. В деревне было организовано Крестьянское Общество Взаимопомощи (КОВ), в котором крестьянин могли получить семена, возвратную ссуду и даже деньги на приобретение лошади.
К 1925 году в деревне был 61 двор, 49 лошадей, 105 коров и 38 нетелей.

НОВОСЁЛКИ — деревня в Левашовском сельсовете, 60 хозяйств, 281 душа (131 м. п., 150 ж. п.). Русские. 52 хозяйства крестьянские, 8 — некрестьянские. (1926 год)

В деревне проживало 137 мужчин и 146 женщин; — коллективизация проходила напряженно (1931 год): в колхоз вошло всего 8 дворов, обобществлено 4 лошади и 6 коров.

Старожилы об этом вспоминают неохотно, вероятно были в деревне свои тайны: многих высылали в 24 часа, а другие в это время пользовались оставленным добром.

Несколько человек из новосельцев оказались таким образом расстрелянными на Левашовской пустоши, можно сказать на пороге родного дома, всего в километре от него.

План деревни Новосёлки. 1937 год

Согласно топографической карте РККА 1937 года деревня насчитывала 76 дворов.

НОВОСЁЛКИ — деревня в Левашовском сельсовете, 382 чел. (1939 год)

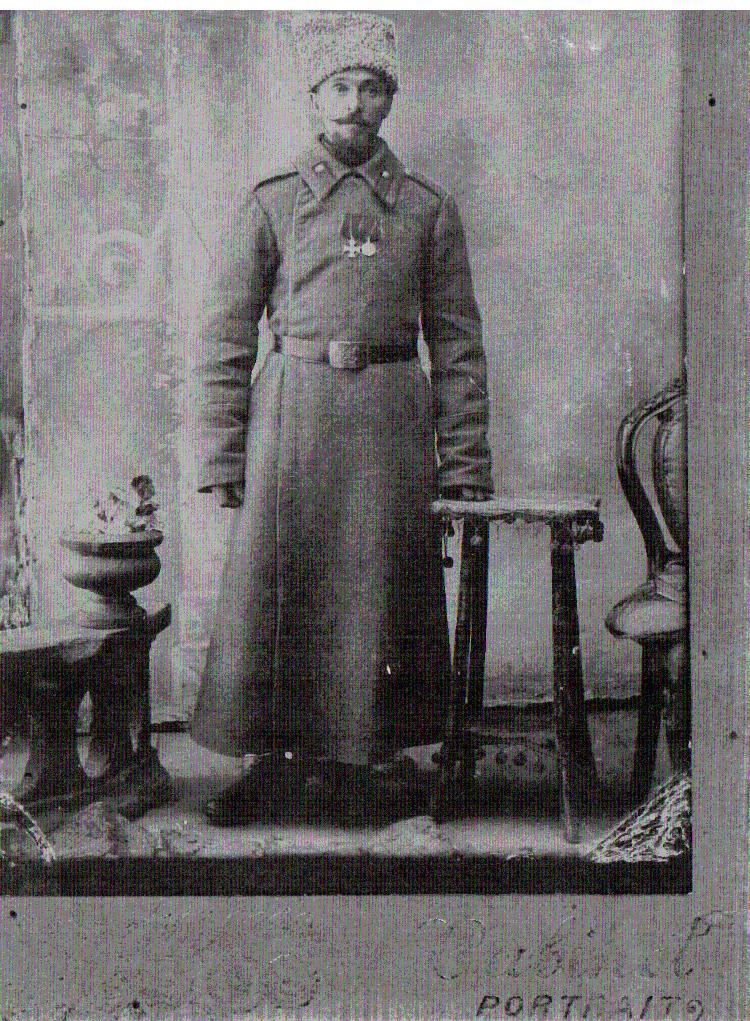
Дмитрий Иванович. Георгиевский кавалер.
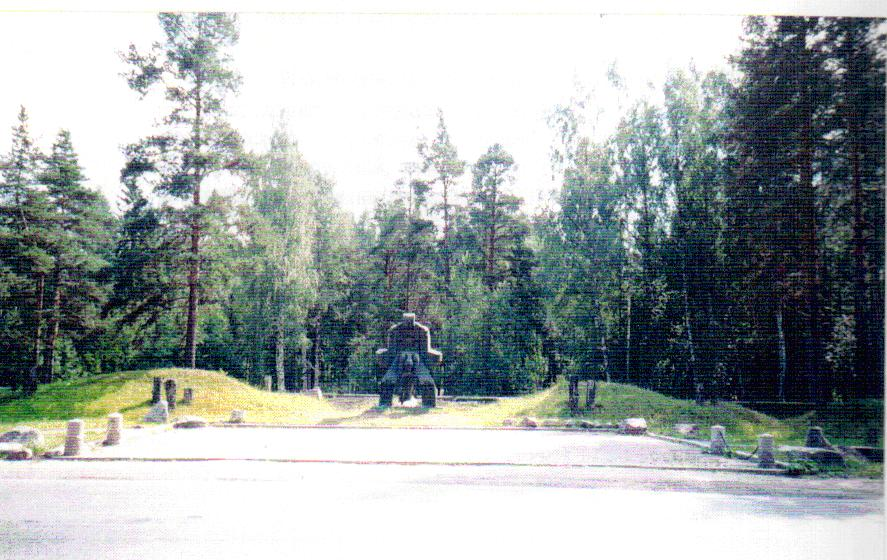
Левашовская пустошь. Памятник жертвам репрессий.
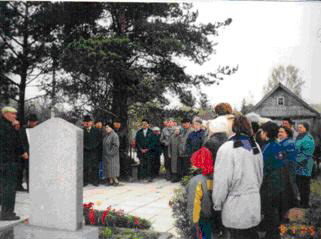
Новосёлки, у памятника погибшим в Отечественную войну.
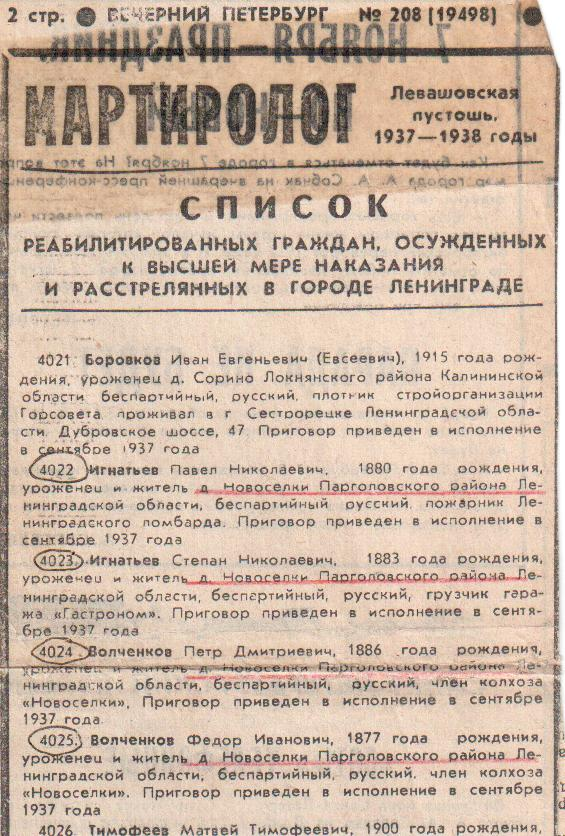
Список реабилитированных.

### Годы Великой Отечественной войны
Великая Отечественная война лишила Новосёлки почти всего мужского населения призывного возраста: из 60 дворов ушло почти столько же человек, не вернулось около 40 чел. [С. 100]

#### Список жителей деревни Новоселки, погибших во время Великой Отечественной войны
1. Алексеев Александр Алексеевич
2. Анисимов Петр
3. Балабанов Николай Иванович
4. Волченков Борис Дмитриевич
5. Волченков Николай Петрович
6. Волченков Николай Федорович
7. Голубев Иван Максимович
8. Игнатьев Борис Дмитриевич
9. Игнатьев Борис Васильевич
10. Игнатьев Павел Романович
11. Игнатьев Яков Романович
12. Капустин Вениамин
13. Киселев Константин Павлович
14. Киселев Павел Андреевич
15. Киселев Федор Андреевич
16. Кондрашов Александр
17. Копейкин Алексей Иванович
18. Кузнецов Аким Степанович
19. Кузнецов Александр Степанович
20. Кузнецов Анатолий Михайлович
21. Кузнецов Василий Иванович
22. Кузнецов Егор Иванович
23. Кузнецов Иван Андреевич
24. Кузнецов Михаил Михайлович
25. Кузнецов Николай Александрович
26. Кузнецов Петр Андреевич
27. Кузнецов Сергей Петрович
28. Кузнецов Петр
29. Романович Николай Матвеевич
30. Таранин Петр Петрович
31. Таранин Роман Алексеевич
32. Тюряков Дмитрий Тимофеевич
33. Тюряков Николай Андреевич
34. Тюряков Николай Васильевич
35. Тюряков Павел Андреевич
36. Тюряков Федор Андреевич
37. Тюряков Федор Алексеевич
38. Федорушкин Григорий Федорович
39. Федорушкин Федор Федорович

Память увековечена гранитной стелой на улице Добрая Горка, вблизи д. 70

### После ВОВ
Возрождение крестьянского хозяйства после войны давалось, как и во всей стране, с большим трудом. Тем не менее жизнь кипела: колхоз был передовым в районе (Парголовском). В 1948 году деревня была электрифицирована, школа действовала (действовала она и в военный период).
Изменения в худшую сторону пошли тогда, когда территория Новосёлок из Ленинградской области перешла в административное подчинение к Сталинскому (теперь Выборгскому) району Ленинграда. Такой статус «ни деревни — ни города» остановил развитие деревни: хрущёвские запреты на содержание скота, а также ужесточение режима прописки, нового строительства — поставило Новосёлки в ранг «умирающей деревни», которую можно использовать как «отхожее место» — для городских отходов (городская свалка, полигон для захоронения осадков сточных вод города) и проводки «по живому» (там все-таки жили люди!) различных инженерных сетей — вокруг земли много, но проектанты никак не могут миновать маленький бугорок — Новосёлки.
Из зелёной, красивой ландшафтной зоны получилась промышленная: здесь находится «перспективная» городская свалка (ПТО-3), которая за 35 лет своего существования в болоте сделала своё «чёрное» дело. Хотя у экологов при власти такое сооружение называется «природоохранным объектом», тем не менее в отчете Геоэкологического Центра говорится: «Неправильная организация водоотведения с нарушением СанПиН сводит на нет природоохранный эффект объекта, идёт интенсивное загрязнение водотоков широким спектром токсикантов…». Транспортировка отходов проходит по жилой зоне посёлка, по старинной деревенской улице, без надлежащих параметров для дорог такой категории, дома стоят вплотную к проезжей части и за 35 лет ничего не изменилось, а, наоборот, движение усилилось — идут грузовые машины для нового строительства (строится завод «Хёндэ»).
В 1 км от Новосёлок, рядом со свалкой расположен (тоже в болоте!) Северный полигон «Водоканала» по захоронению токсичного осадка после очистки сточных вод города на Северной станции аэрации (ССА) в Ольгино; его там скопилось 2,5 млн.т — не обезвреженного, не обеззараженного. По новой технологии вновь образующийся осадок на ССА будут сжигать, а 18 тыс.т золы (тоже токсичной) каждый год будут привозить в Новосёлки. Здесь же идет подготовка (в 1 км от полигона) к новой коттеджной застройке.
В Новосёлках находится и газораспределительная станция (ГРС), которая ночами стравливает из накопительных резервуаров «лишний» метан. За Новосёлками у мест отдыха (так наз. Карьер) находится склад горючесмазочных материалов (ГСМ). В другой стороне — Левашовский аэродром и Северное кладбище.
Новосёлки окружены сетями, идущими по границам индивидуальных участков — это газопровод высокого давления, канализационный коллектор, водовод большого диаметра и водовод Сертолово—Кронштадт, пересекающий Новосёлки.
Вот такая промзона получается…
— А люди сюда тянутся, строятся — близко город, да и прописка городская…Об обстановке не знают.
Здесь всё ещё красиво, природа сопротивляется как может.
В наше время в деревне нарождается 9-е поколение проживающих здесь с далёких времён крестьян. Однако, начиная с 6-го поколения (1920—1930) демографическая ситуация начала резко меняться: больших семей не стало, детей в семьях в основном стало по двое и только одна семья Копейкиных имела 8 детей (1930—1945 г.р.) и позже семья Тюряковых).
Больше стало людей, не имеющих продолжения рода: незамужних, неженатых и просто бездетных в силу разных причин. И такая ситуация усугубляется.
Близость города породила миграцию населения Новосёлок в городские районы (работа), однако со своей малой родиной связи никто не потерял: остались родительские дома, родственники и при числе прописанных более ста человек в Новосёлках летом вместе с наследниками-«дачниками» собирается более 600 человек. Также идёт новое строительство.
В декабре 2006 года на заседании Топонимической Комиссии Санкт-Петербурга безымянным проездам Новосёлок были предложены названия: Батальонная улица, улица Добрая Горка, Кузнецовский переулок, Родниковый переулок, Шуваловская улица, Успенская улица. В сентябре 2007 года присвоение названий было утверждено Правительством Санкт-Петербурга.

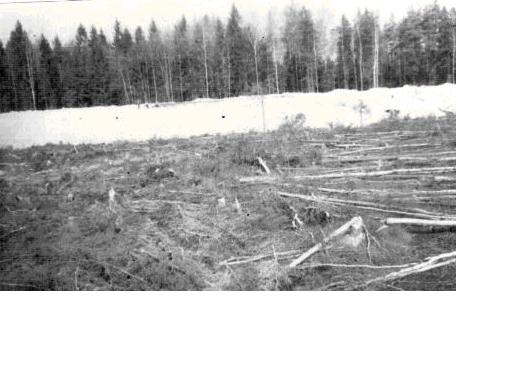
Подготовка «карты» (в болоте) под складирование осадка с очистных сооружений
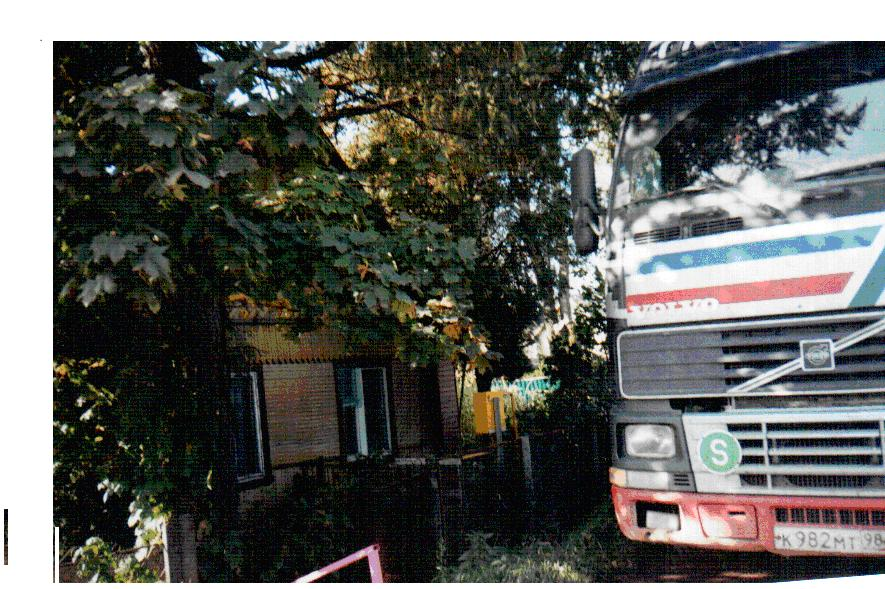
Деревня хочет жить

### Достопримечательность. Часовня
На землях графини Е. А. Воронцовой-Дашковой в Новосёлках в начале XX века (1906 г.) была построена часовня, которая сохранилась до настоящего времени. Теперь она в частной собственности, в ней открыт магазин. Это почти единственная достопримечательность, сохранившаяся сейчас в Новосёлках, но утратившая своё первоначальное назначение: оказывается людям нужна просто пища, а не духовная пища… (Цитата из Предисловия к книге депутата ЗАГСА Александра Редько: «Превращение памятников истории и культуры в свою противоположность становится, к сожалению, не исключением, а правилом. (Пример — борьба жителей Новосёлок за возвращение прихожанам часовни, в помещении которой, в настоящее время цинично торгуют вином.))»
Цитата: «17 ноября 1905 года С-Петербургская духовная консистория перепроводила на утверждение в губернское правление проект часовни в деревне Новосёлки С-Петербургского уезда.
Проект был утвержден 7 декабря 1905 года, о чём сделана соответствующая надпись на проекте. Чертежи часовни возвращены в С-Петербургскую духовную консисторию.».
Из донесения Управляющего имением графине Елизавете Андреевне Воронцовой-Дашковой от 2 марта 1907 года:
«18 февраля я по приглашенію крестьянъ дер. Новоселки присутствовалъ при освященіи часовни, выстроенной на землъ, пожертвованной Графиней, изъ брёвенъ отпущенныхъ съ Вашего разръшениія также бесплатно. Крестьяне выразили въ теплыхъ словахъ свою благодарность за оказанныя имъ Владълицей и Конторой милости».
Из архивной справки ЦГА от 20.03.2000 N 470/т :
«В списке приходского Совета церкви Успенского кладбища за 1923 год значатся 20 человек, из них 18 — жители дер. Новосёлки». Часовня принадлежала Успенской церкви.
15 апреля 1935 года часовня была ликвидирована (формально, так как существует до сих пор).
В постановлении Президиума Леноблисполкома (Протокол N 6) сказано, что часовня ликвидирована потому, что «помещение часовни верующими не используется, 20-ки не существует и здание не охраняется и не ремонтируется — часовню закрыть, а здание использовать по усмотрению сельсовета.»
Жители Новосёлок были глубоко верующими людьми. Трое из них входили в попечительский совет, почётным членом которого был Светлейший князь Михаил Андреевич Воронцов — граф Шувалов.
Попечительство помогало бедным семьям — каждое семейство получало от 1 до 8 рублей в месяц пособия с прибавкою к праздникам Пасхи и Рождества Христова.
К праздникам купцы, входящие в Попечительство, рассылали чай, сахар, пшеничную муку, мясо более чем 50 семействам
Успенская церковь была разрушена в послереволюционный период.
Из 162 прихожан Успенской церкви 142 человека были новосельские крестьяне (Цитата: «… в списке от 6 июня 1923 г. членов церковной общины на городском Успенском кладбище Парголовской волости значится 162 человека, значительная часть которых проживала в дер. Новоселки Парголовской волости. В списке приходского совета церкви Успенского кладбища за 1923 г. значится 20 человек, из них 18 — жители д. Новоселки.» (также посмотреть копию справки можно в книге «С чего начинается Родина….», стр 69.).
Все предки жителей Новосёлок покоятся на двух кладбищах: Успенском и Шуваловском.
Чтобы вернуть часовню уже в наше время (2000 год) по просьбе верующих Митрополит Санкт-Петербургский и Ладожский Владимир дважды обращался к губернатору В. А. Яковлеву, на что губернатор отвечал, что это сделать невозможно, поскольку нет сведений, что часовня сохранилась. (Цитата: «Материалы, подтверждающие сохранность часовни в натуре, отсутствуют.»)
И это в то время, когда Губернатор подписал Постановление Правительства С-Петербурга № 7 «О перечне вновь выявленных объектов, представляющих историческую, научную, художественную или иную культурную ценность», где под № 709 значится часовня в Новосёлках.
Но кто не знает прошлого, у того нет будущего…
А история Родины начинается с
истории малой Родины для каждого из нас.

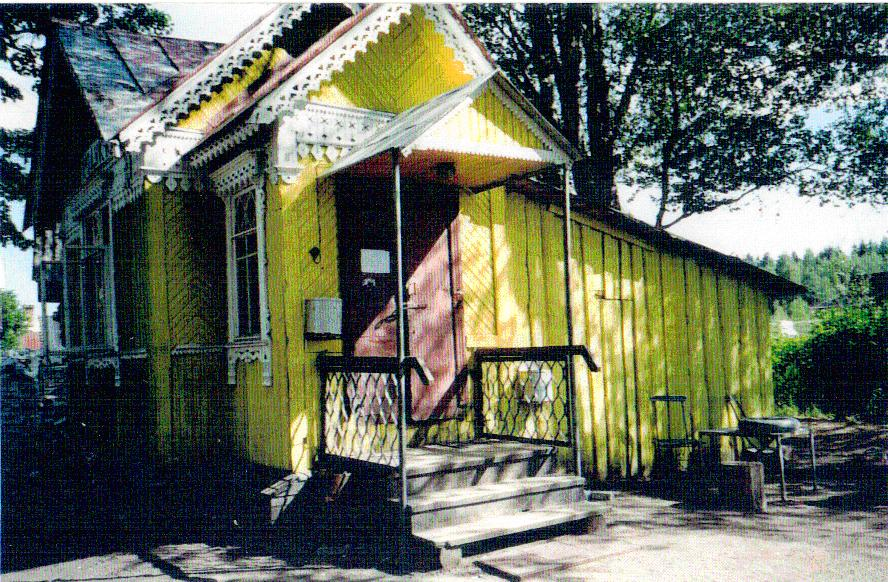
Часовня в наши дни
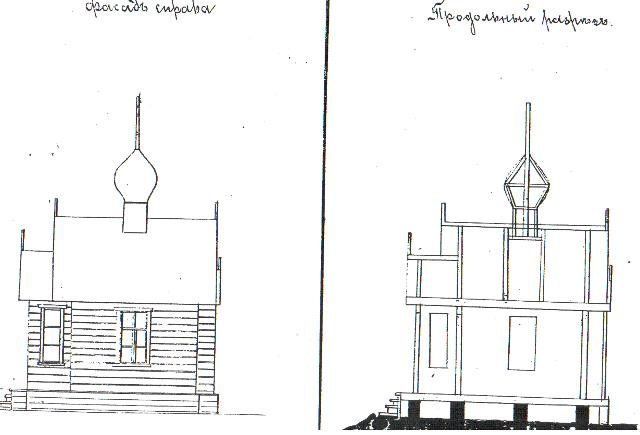
Часовня. Архитектор Е. В. Кузнецов
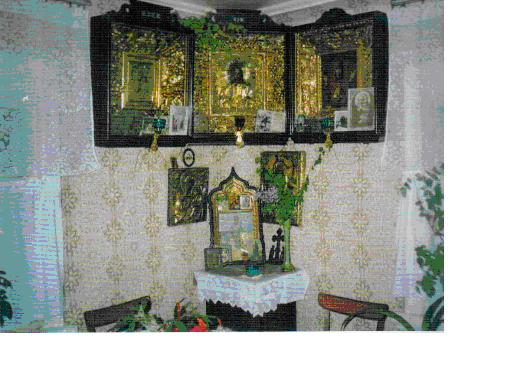
«Домашняя церковь» Кузнецовой Агриппины Андреевны